# Licorne (teste nuclear)
Licorne (unicórnio em francês) foi um teste termonuclear da França realizado em 3 de Julho de 1970 em Fangataufa no Atol de Moruroa, rendeu 914 quilotons. Foi o quarto e penúltimo teste nuclear francês perto da categoria de 1 megaton.

## Descrição
O dispositivo era um protótipo da ogiva TN-60, que foi colocado em um balão, que foi preenchido com 14 mil metros cúbicos de hélio e detonado há 500 metros (1600 pés) de altura sobre o setor de teste de Dindon. 3.700 homens estacionados em Mururoa foram evacuados para este teste.
O recém-nomeado Ministro da Defesa Michel Debré observou o teste da fragata De Grasse, juntamente com 12 representantes da imprensa francesa. O De Grasse foi posicionado a cerca de 30 quilômetros de Moruroa para o teste. Seis horas depois da explosão, Debré e os correspondentes visitantes voltaram para a base principal em Moruroa. Debré supostamente nadou na lagoa Moruroa durante este tempo para fazer os jornalistas pensarem que os efeitos radiológicos dos testes nucleares eram inofensivos.
Um observador descreveu a detonação Licorne como sendo "uma estupendamente belo pilar de fogo e um cogumelo perfeitamente simétrico."